# Reuven Abergel
Reuven Abergel (in ebraico ראובן אברג'ל‎?; in arabo رَؤوبين أبيرجل‎?; Rabat, 26 dicembre 1942) è un attivista israeliano di origine marocchina.

## Biografia
Reuven Abergel è nato nel 1942 a Rabat da una famiglia ebraica marocchina originaria di Marrakech e di Tangeri. Immigrò in Israele insieme ai suoi genitori e ai nove fratelli. La famiglia si stabilì inizialmente nel campo di Pardes Hana, per poi trasferirsi a Gerusalemme, nel quartiere di Musrara.
In occasione dei moti di Wadi Salib, scoppiati a Haifa nel 1959 come reazione alla discriminazione vissuta dalle comunità mizrahì, Abergel iniziò a distribuire volantini nel suo quartiere, per poi unirsi alle Pantere Nere israeliane, di cui presto divenne uno dei leader. Fu presente all'incontro del gruppo con l'allora primo ministro Golda Meir. Da allora Abergel è stato attivo nella lotta per la giustizia sociale e per la pace in Israele e in Palestina. Attualmente fa parte della commissione del Mizrahi Democratic Rainbow ed è stato eletto alla guida del partito Tarabut.